# Superscambio
In fisica, il superscambio o superscambio di Kramers e Anderson è una forza dovuta all'accoppiamento antiferromagnetico o ferromagnetico tra due cationi separati tra loro da un anione non magnetico (spin totale nullo), a differenza dello scambio diretto per il quale i cationi interagiscono direttamente. Il superscambio si ottiene quando alcuni elettroni esterni dei cationi si accoppiano con gli elettroni esterni degli anioni aventi spin opposti, dando come risultante uno spin nullo. I rimanenti elettroni esterni dei cationi vanno a formare coppie di elettroni di spin opposto, come avviene nei materiali antiferromagnetici. Invece, se i due cationi sono uniti con un angolo di 90° all'anione, l'interazione può essere di tipo ferromagnetico.

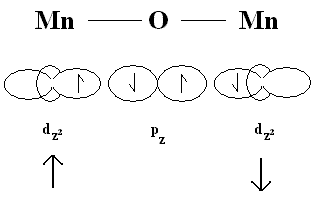
Figura. 1: superscambio in MnO

Il superscambio fu proposto da Hendrik Kramers nel 1934 quando notò che in cristalli come quelli di ossido di manganese (MnO) avviene un'interazione tra atomi di Mn nonostante la presenza di atomi non magnetici di ossigeno tra di loro. In seguito, nel 1950, Philip Anderson migliorò il modello.
Negli anni 1950 John B. Goodenough  e Junjiro Kanamori svilupparono una serie di regole semiempiriche che portano il loro nome. Queste regole si basano sulle relazioni di simmetria e sul numero di elettroni che occupano orbitali atomici sovrapposti, supponendo che i legami chimici siano meglio descritti dal modello puntuale del legame di valenza che dal modello delocalizzato della teoria delle bande. Come conseguenza del principio di esclusione di Pauli, il superscambio tra due ioni magnetici con orbitali semioccupati accoppiati tramite uno ione non magnetico intermedio (es. O 2− ) sarà fortemente antiferromagnetico, mentre l'accoppiamento tra uno ione con un orbitale pieno e uno ione con un orbitale semipieno sarà ferromagnetico. Per quanto riguarda l'accoppiamento tra uno ione con un orbitale vuoto e un orbitale semipieno o pieno, può essere sia antiferromagnetico che ferromagnetico, ma generalmente il caso ferromagnetico è più probabile. Quando sono presenti diversi tipi di interazione normalmente è l'interazione antiferromagnetica che domina perché è indipendente dal termine di scambio intraatomico. In casi semplici, le regole di Goodenough-Kanamori consentono di prevedere lo scambio magnetico netto dell'accoppiamento tra ioni. Le complicazioni sorgono in varie situazioni:
1. quando i meccanismi di scambio diretto e di superscambio competono;
2. quando l'angolo di legame catione-anione-catione devia da 180°;
3. quando l'occupazione degli orbitali da parte degli elettroni è non statica o dinamica ;
4. quando l'accoppiamento spin-orbita diventa importante.

Il doppio scambio è un'interazione di accoppiamento magnetico simile che è stata proposta da Clarence Zener per spiegare le proprietà di trasporto elettrico. Nel superscambio, invece, gli elettroni non si muovono tra i due cationi metallici e il numero di elettroni dei due ioni è uguale o differisce di due. Nello scambio diretto invece, gli elettroni sono itineranti e si muovono tra i cationi tramite il legante intermedio (es. ossigeno). Il materiale dimostra quindi l'accoppiamento di scambio magnetico e la conduttività metallica.

## Ossido di manganese (MnO)
Gli orbitali p dell'ossigeno e gli orbitali d del manganese possono effettuare uno scambio diretto. Esiste un ordine antiferromagnetico perché lo stato di singoletto è energeticamente favorito. Questa configurazione permette la delocalizzazione degli elettroni coinvolti che diminuisce la loro energia cinetica.
La teoria perturbativa della meccanica quantistica prevede un'interazione antiferromagnetica degli spin di atomi di Mn vicini, con l'operatore energia (Hamiltoniano).
{\displaystyle {\mathcal {H}}_{1,\,2}=+{\frac {2t_{\text{Mn, O}}^{2}\,}{U}}{\hat {S}}_{1}\cdot {\hat {S}}_{2}\,,}
dove {\displaystyle \,t_{\text{Mn, O}}} è l'energia di salto tra un orbitale 3d di Mn e un orbitale p di O, mentre U è l'energia di Mn secondo il modello di Hubbard. Infine, il fattore {\displaystyle {\hat {S}}_{1}\cdot {\hat {S}}_{2}\,} è il prodotto scalare tra gli operatori del vettore di spin da Mn all'hamiltoniana di Heisenberg.